# Ordem da Nova Zelândia
A Ordem da Nova Zelândia (Order of New Zealand, em inglês) é a mais alta ordem honorífica da Nova Zelândia. Foi criada em 1987 pela Rainha Elizabeth II com o objetivo de agradecer pelos serviços prestados a Coroa e ao povo da Nova Zelândia por militares ou civis.
A Ordem da Nova Zelândia segue os modelos da Order of Merit e Ordem dos Companheiros de Honra e possui limite de 20 membros, mas outros membros podem ser adicionados e serão reconhecidos como honorários. Assim como na Ordem do Império Britânico, os membros podem acrescentar as inicais da ordem (ONZ) após seus nomes.

## Alguns membros
- Elizabeth II do Reino Unido, soberana;
- Miriam Dell
- Margaret Mahy
- Kiri Te Kanawa
- Miles Warren
- Jim Bolger
- Mike Moore
- Thomas Williams
- Jonathan Hunt
- Lloyd Geering
- Kenneth Keith
- Don McKinnon
- Murray Halberg
- Helen Clark
- Richie McCaw